# Ospedale San Marco
L'ospedale San Marco fu probabilmente il primo vero ospedale di Catania e la sua costruzione risale molto probabilmente alla prima metà del XIV secolo e intorno al 1336 secondo alcune fonti.

## Storia
In un primo momento l'Ospedale San Marco ebbe una sede provvisoria nel Trecento, che a fine secolo venne trasferita in un edificio fatto costruire dal Senato Civico di Catania. Detta sede era adiacente alla Chiesa di San Marco, dalla quale l'istituto di cura prese il nome.
Una bolla papale di Eugenio IV del 1445 stabilì l'unificazione di tutti gli ospedali di Catania al San Marco, che era ubicato nei pressi della "strada della Luminaria", l'attuale Via Etnea. Nel 1565 vi fu la fusione con l'Ospedale degli Incurabili e il nosocomio assunse così la denominazione di Ospedale San Marco e degli Incurabili.
Nel 1636 si realizzò l'ampliamento dell'Ospedale, che venne dotato di 25 posti letto e di tutte le attrezzature necessarie alla degenza dei malati, in un edificio della "piazza della Fiera": cinquant'anni dopo esso venne spostato nei locali in precedenza occupati dal "Monastero di Santa Lucia", alla periferia della città.
Dopo il Terremoto del Val di Noto del 1693, che distrusse quasi completamente la città di Catania, l'Ospedale San Marco venne trasferito in un edificio realizzato sulle macerie del "Convento di Monache Benedettine" annesso alla Chiesa di San Gaetano alla Marina, nel quartiere Civita, sito a nord del Porto di Catania.
Nel secondo decennio del Settecento l'istituto di cura venne trasferito nella nuova sede di Palazzo Tezzano in "piazza della Porta di Aci", l'attuale Piazza Stesicoro: agli inizi dell'Ottocento il San Marco aveva già circa 200 posti letto, adeguati ad una città che era andata ripopolandosi dopo il famigerato terremoto.
Nel 1839 avvenne la fusione del nosocomio con l'Ospedale Santa Marta, che era stato fondato nel 1755, perciò questo venne trasferito nei locali del Santa Marta, un istituto di cura anch'esso sorto nei pressi della chiesa omonima in via Montevergine, e fusosi più in là con il Villermosa, quest'ultimo nato come lascito testamentario dell'ultimo rampollo della famiglia nobile omonima, rimasta pertanto senza eredi.
Dopo l'Unità d'Italia l'Ospedale venne trasferito nei nuovi locali di "via del Plebiscito" e successivamente assunse il nome di Ospedale Vittorio Emanuele II, nome che ha ancora oggi.
Esiste la proposta di un intervento di riordinamento e di inventariazione dell'Archivio: sei secoli di documenti strettamente legati alla storia e all'identità del territorio, alle memorie delle sue istituzioni, alle testimonianze delle attività e dei lavori di pubblici e privati.

## Nuovo Ospedale San Marco e Centro di eccellenza ortopedico in Librino
L'idea del nuovo ospedale nasce con il progetto Prometeo (1986) su terreni di proprietà dell'imprenditore-direttore-editore-finanziere Mario Ciancio Sanfilippo.
Una gara del 1990 attribuì l'opera al gruppo Cogefar-Impresit (oggi Salini Impregilo S.p.A.), anche se sopraggiunte questioni burocratico-giudiziarie ne impedirono effettivamente l'inizio dei lavori. Più tardi, l'aggiudicazione dell'appalto con una nuova gara è andato alla Uniter Consorzio Stabile, un raggruppamento di imprese che ha come capofila la Tecnis di Francesco Domenico Costanzo e Concetto Bosco Lo Giudice, per una spesa complessiva di 170 milioni di euro per conto della Regione Sicilia (245 milioni secondo altre voci). La prima pietra fu posata l'11 settembre 2008 dal presidente della Regione Sicilia Raffaele Lombardo. La data di fine dei lavori era fissata per il 1º ottobre 2011.
I lavori, dopo varie peripezie, si conclusero solo nel 2019 e l'inaugurazione del nosocomio avvenne il 21 novembre dello stesso anno alla presenza del Presidente della Repubblica Sergio Mattarella.
Il Nuovo Ospedale San Marco all'inizio prevedeva un centro di ortopedia e 1.200 posti-letto, dove far trasferire i reparti dei vecchi presidi Vittorio Emanuele e Santo Bambino dell'Azienda Ospedaliero-Universitaria Vittorio Vittorio Emanuele - Ferrarotto - S. Bambino (poi "Policlinico - Vittorio Emanuele", dal 2009).
Nel frattempo, una norma nazionale ha cancellato l'istituzione di nuovi centri di eccellenza. I posti-letto programmati sono scesi a poco più di 400. E, in disaccordo con il progetto iniziale, il Pronto soccorso Generale dall'Ospedale Vittorio Emanuele è stato dislocato presso il Policlinico della Cittadella universitaria, il 18 novembre 2018.
Rimase in piedi soltanto il disegno di trasferimento dal Vittorio Emanuele al Nuovo Ospedale San Marco per la destinazione del Pronto soccorso Pediatrico, attivo, fino all'apertura del nuovo ospedale, nella vecchia sede in via Plebiscito, come per le altre Unità Operative presenti nel Presidio etneo.
Secondo la proposta lanciata dall'on. prof. Giuseppe Palumbo, già più volte presidente della Commissione Sanità al Parlamento e già direttore della Clinica Ostetrica dell'Università di Catania, l'intera struttura andrebbe trasformata in Istituto di ricovero e cura a carattere scientifico (IRCCS) per le donne.
Solo successivamente venne decisa la realizzazione di un Pronto soccorso generale da affiancare a quelli pediatrico e ostetrico-ginecologico già presenti all'interno della struttura, la cui realizzazione giunse a termine con l'inaugurazione avvenuta il 7 dicembre del 2021 e l'apertura al pubblico il successivo giorno 9.